# Shock rock
Con il termine shock rock si identifica quella categoria di gruppi o i musicisti che eseguono, solitamente durante i loro concerti, esibizioni con temi sessuali, violenti, macabri o al limite della decenza, dal forte impatto visivo sul pubblico e sulla critica. Il termine non identifica dunque un genere musicale, ma è riferito a quelle band di qualsiasi sottogenere del rock, che espongono una particolare scena e attitudine.

## Storia

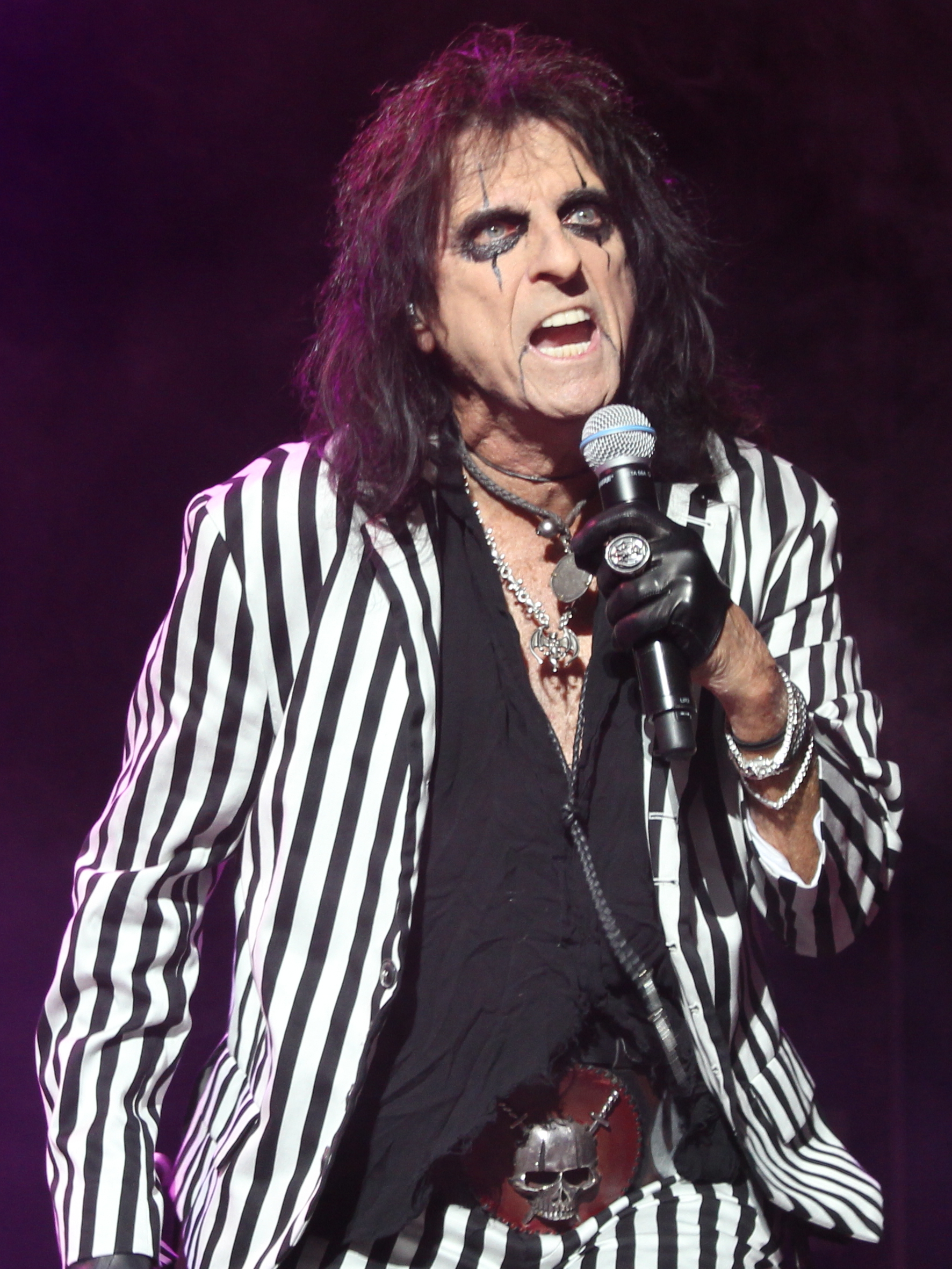
Alice Cooper, uno dei più famosi esponenti del genere.

Benché Little Richard, artista degli anni cinquanta, sia stato considerato un esponente dello shock rock, Screamin' Jay Hawkins fu probabilmente il primo shock rocker della storia della musica. Dopo il grande successo del suo singolo "I Put a Spell on You" del 1956, Hawkins cominciò ad esibirsi in modo unico e caratterizzante: celebri furono le sue entrate in scena emergendo da una bara, oppure le sparizioni nel fumo scenografico, oltre ad altre performance sul genere.
Ad Arthur Brown, altro grande fautore del genere, si deve invece l'idea di dipingere il proprio volto per assumere sembianze mostruose. Questa tecnica, ripresa successivamente da cantanti famosi come Alice Cooper e gruppi come Kiss e Mercyful Fate, fino a diventare frequentissima nelle formazioni black metal, venne definita corpse paint.
Alice Cooper fu, verso la fine degli anni sessanta, ma soprattutto all'inizio degli anni settanta fino ad oggi, uno dei più grandi e rinomati esponenti del genere. Le sue spettacolari ed elaborate esibizioni sono caratterizzate da un'atmosfera particolarmente tetra. Tratti distintivi delle sue performance sono bambole decapitate, atti di necrofilia e il pitone vivo attorcigliato al collo. Questi e altri elementi furono di ispirazione per famosi artisti a venire, come i Kiss da metà degli anni settanta, i W.A.S.P., i Death SS, King Diamond e la sua band Mercyful Fate dagli anni ottanta e Marilyn Manson negli anni novanta.
Gli inglesi Throbbing Gristle, famosi per le loro performance live in cui musicalmente differiscono molto dai brani presenti nei loro dischi, divennero anche celebri per l'atteggiamento che i vari componenti assumevano sul palco. Il cantante Genesis P-Orridge era solito strillare e mutilarsi con vetri e lamette, la modella Cosey Fanni Tutti, anch'essa membro del gruppo, si esibiva e ballava nuda, mentre sugli schermi apparivano video porno e riprese di campi di concentramento nazisti, intervallati da foto di cadaveri o spezzoni di autopsie. Celebre fu, all'interno del concerto del 1976 all'Institute of Contemporary Arts di Londra, l'esibizione in cui Cosey Fanni Tutti si tolse l'assorbente interno e con esso disegnò una svastica sul petto di P-Orridge.
Il primo cantante dei Christian Death, Rozz Williams, costituì insieme al body performer Ron Athey il gruppo chiamato Premature Ejaculation, caratterizzato da performance dal vivo molto controverse. Celebre fu il concerto di Pomona, negli Stati Uniti, in cui Athey mangiò sul palco un gatto, trovato morto mentre i due si stavano recando al locale dove avrebbero dovuto suonare.
Dai tardi anni settanta fino alla sua morte nel 1993, GG Allin, famoso cantante punk rock, fu conosciuto per i suoi concerti "Shock Rock", che comprendevano scene particolarmente forti, come defecazioni sul palco, esibizioni di nudo, sesso orale con i fan, automutilazioni, lotte con il pubblico e molto altro. Tra i shock rocker moderni bisogna citare anche Marilyn Manson il quale, con le sue performance live dal forte impatto visivo, ha saputo guadagnarsi una grande fama ma anche forti contestazioni da parte dei detrattori (caratteristica che accomuna tutti i musicisti di questo frangente).
I concerti dei Rammstein si sono distinti da sempre per il loro forte impatto scenico e la loro teatralità: essi hanno una forte atmosfera circense con annessi effetti pirotecnici. Questa particolarità ha sempre caratterizzato i concerti del gruppo teutonico: durante le prime esibizioni utilizzavano cappelli da mago infiammati, mentre durante l'esecuzione del brano Rammstein il cantante Till Lindemann ha spesso indossato una tuta di amianto che veniva opportunamente incendiata, facendolo così cantare tra le fiamme. Altri effetti pirotecnici sono le maschere al Lycopodium, denominate Dragon Masks, microfoni a forma di telefono o di coltello da cucina, bacchette e microfoni esplosivi e scarpe munite di petardi. Nonostante i movimentati concerti, il numero di incidenti risulta limitato. Durante il concerto all'arena di Berlino il 27 settembre 1996, una trave incendiata precipitò sul palco senza tuttavia provocare feriti, mentre nel 2005 al Metaltown Festival di Göteborg, in Svezia, Lindemann fu accidentalmente colpito da Lorenz che si muoveva sul palco con un Segway.

## Generi influenti
- Heavy metal
- Industrial metal
- Nu metal
- Glam metal
- Psychedelic rock
- Hard rock
- Punk rock
- Rockabilly
- Psychobilly
- Rock & roll